# Schibsted
Schibsted é um conglomerado de mídia norueguês sediado em Oslo e fundado em 1839 que opera em mais de vinte países com posição de destaque na própria Noruega e na Suécia. Suas ações são negociadas na Bolsa de Valores de Oslo. Os produtos da empresa são jornais, programação televisiva, filmes, publicidade e multimídia.
Em Abril de 2019, a Schibsted efectuou um spin-off das suas operações, e colocou no mercado parte das acções da sua área de classificados (Adevinta), 
No Brasil, a Schibsted controla os serviços InfoJobs e OLX (este em parceria com a Naspers) e, em Portugal o CustoJusto (este em parceria com investidor local).